# Орликовский, Андрей Викторович
Андрей Викторович Орликовский (укр. Андрій Вікторович Орликовський; род. 23 февраля 1968, Львов) — советский и украинский спортсмен и тренер по фехтованию; Мастер спорта СССР (1985), Заслуженный тренер Украины, Заслуженный работник физической культуры и спорта Украины.

## Биография
Родился 23 февраля 1968 года в городе Львове Украинской ССР.
Становился чемпионом Украины, неоднократным призёром юниорских первенств СССР (1984—1988), победителем IV Молодёжных Игр СССР (1989), чемпионом X Спартакиады народов СССР (1991), занимал 4 место в личном зачёте на этапе Кубка мира «Таллинский меч» (1991). Являлся кандидатом в сборную команду СССР. Тренировался под руководством Заслуженного тренера Украины Смирновского С.О.
Тренерскую карьеру начал в 1997 году со львовской ДЮСШ. С 2001 года работает со сборной командой Украины по женской шпаге. Подготовил чемпионку XXX Олимпийских Игр в Лондоне-2012 в личном зачёте Яну Шемякину. Также подготовил известных фехтовальщиц — участниц Олимпийских Игр 2012, 2016 гг. , многократных призёрок Чемпионатов мира и Европы: Яну Шемякину, Анфису Почкалову, Ксению Пантелееву.
Работает во Львовской Академии фехтования, спортивное общество «Динамо». Был награждён орденом «За заслуги» III степени (2012) — за значний особистий внесок у розвиток олімпійського руху, підготовку спортсменів міжнародного класу, забезпечення високих спортивних результатів національної збірної команди України на ХХХ літніх Олімпійських іграх у Лондоні и медалью «За труд и доблесть» (2013) — за підготовку спортсменів на XXVII Всесвітній літній Універсіаді в Казані, виявлені самовідданість та волю до перемоги, піднесення міжнародного авторитету України.